# Stenschino
Stenschino (russisch Стеньшино) ist ein Dorf (Selo) in der russischen Oblast Tambow mit 47 Einwohnern (Stand 2007).
Stenschino liegt im Rajon Petrowskoje, im äußersten Westen der Oblast Tambow, circa 370 Kilometer südsüdöstlich von Moskau. Der Ort ist Teil der Landgemeinde Nowositowski. Stenschino befindet sich direkt an der Grenze zur Oblast Lipezk und ist nur jeweils 25 Kilometer von dessen Verwaltungszentrum Lipezk und der Stadt Grjasi entfernt. Die nächstgelegene Stadt innerhalb des Rajon Tambow ist das 40 Kilometer nordöstlich gelegene Mitschurinsk. Stenschino verfügt über keine Eisenbahnanbindung.
Stenschino, damals zum Ujesd Lipezk gehörend, ist Geburtsort von Alexander Nikolajewitsch Lodygin (1847–1923), einem Pionier der Elektrotechnik und Erfinder im Bereich der Glühlampenherstellung.